# Selfish (песня Канье Уэста)
«Selfish» (с англ. — «Эгоистичный») — песня американского рэпера Канье Уэста с его десятого студийного альбома Donda 2 (2022). Она содержит вокал от умершего в 2018 году XXXTentacion.

## Описание
«Selfish» — баллада о самобичевании. Издание NME отмечает, что Канье продолжает работать с противоречивыми исполнителями, такими как Мэрилин Мэнсон и DaBaby, раннее XXXTenatcion обвинялся в домашнем насилии. Это третий совместный трек Уэста и Онфроя после «One Minute» с Skins и «True Love», открывающей песни с Donda 2. Хук трека исполнил XXXTentacion, а Канье анализирует, как его недостатки привели к разводу с Ким Кардашьян.

## Отзывы
Издание Pitchfork назвало хуки XXXTentacion «незначительными и незапоминающимися, как будто они просто нужны, чтобы заполнить пространство». Редакция журнала Exclaim! сказала, что «песня, в которой он подтверждает свою новообретенную музыкальную независимость, снова возвращается к чувству одиночества, которое он [исполнитель] сейчас испытывает».